# Zasłonak łuseczkowaty

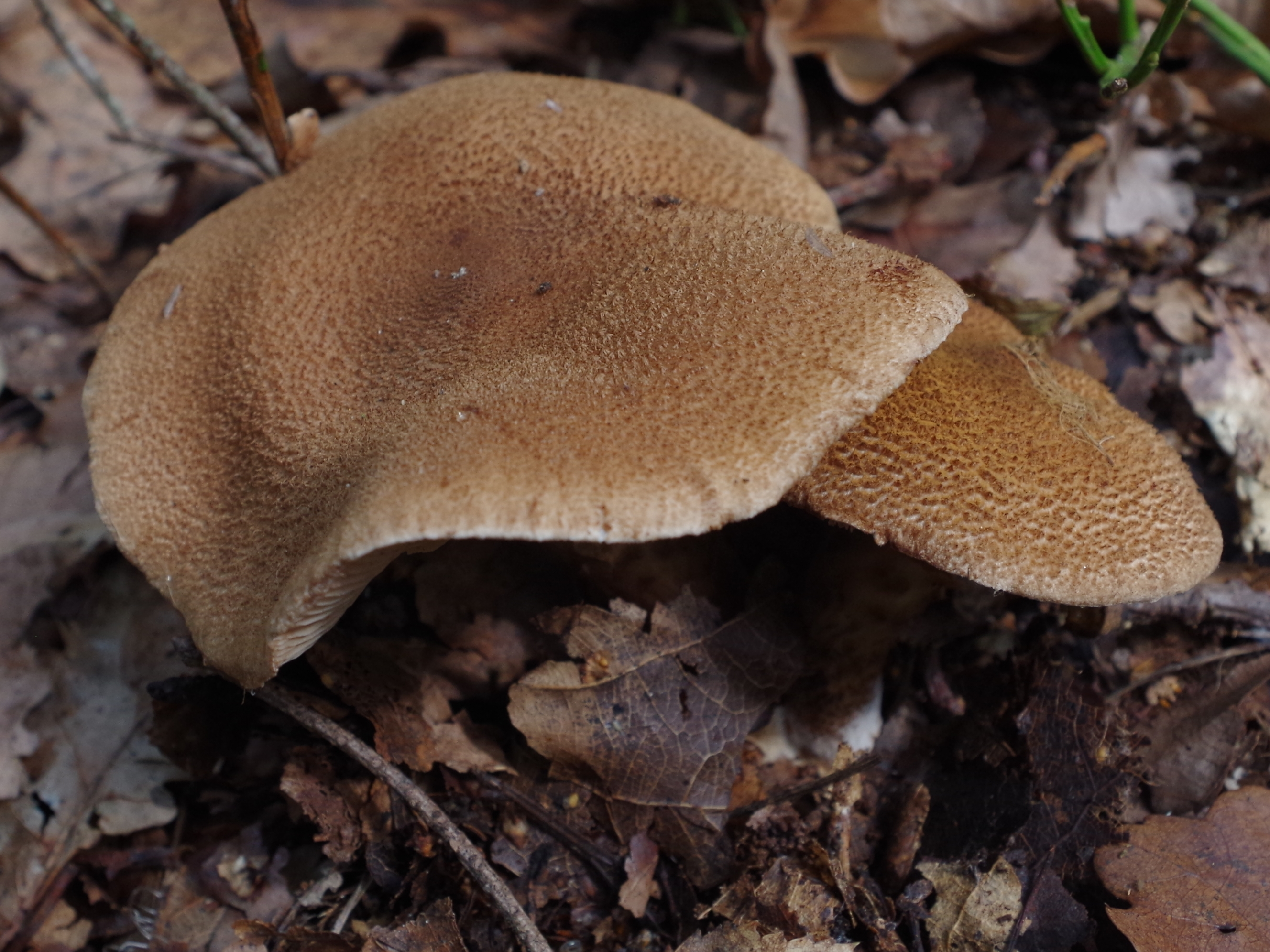

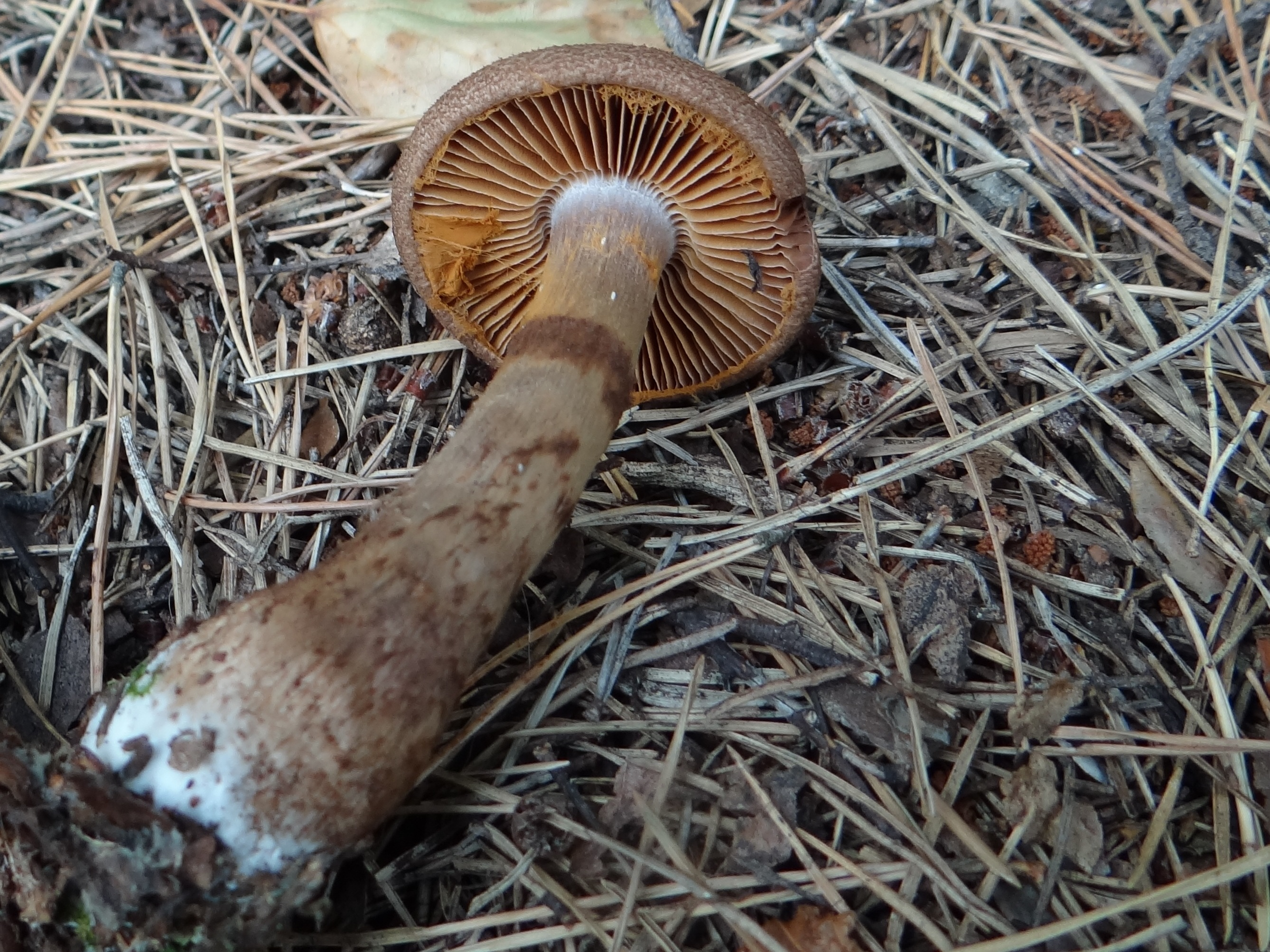
Na trzonie widoczna strefa pierścieniowa

Zasłonak łuseczkowaty (Cortinarius pholideus (Lilj.) Fr.) – gatunek grzybów należący do rodziny zasłonakowatych (Cortinariaceae).

## Systematyka i nazewnictwo
Pozycja w klasyfikacji według Index Fungorum: Cortinarius, Cortinariaceae, Agaricales, Agaricomycetidae, Agaricomycetes, Agaricomycotina, Basidiomycota, Fungi.
Po raz pierwszy takson ten zdiagnozował w roku 1816 Samuel Liljeblad, nadając mu nazwę Agaricus pholideus. Obecną, uznaną przez Index Fungorum nazwę nadał mu w roku 1838 Elias Magnus Fries, przenosząc go do rodzaju Cortinarius.
Nazwę polską nadał Andrzej Nespiak w 1975 r.

## Morfologia
Kapelusz
Średnica 4–9 cm, kształt u młodych owocników stożkowaty, później dzwonkowaty i łukowaty, w końcu rozpostarty. Posiada szeroki i tępy garbek. Brzeg kapelusza jest gładki, ostry, dość długo pozostaje podwinięty. U młodych owocników zwisają z niego resztki jasnobrązowej osłony. Powierzchnia jasnobrązowa, pokryta licznymi, ciemniejszymi łuseczkami o barwie od ochrowej do ciemnobrązowej.
Blaszki
Wąsko przyrośnięte, szerokie. U młodych owocników są różowofioletowe, później jasnobrązowe, w końcu czerwonawobrązowe.
Trzon
Wysokość 5–12 cm, grubość 8–16 mm, walcowaty lub beczułkowaty, początkowo pełny, później pusty. Powierzchnia barwy ochrowej, pokryta ciemnobrązowymi łuskami ułożonymi pierścieniowato. Zazwyczaj występuje pochodząca z resztek zasnówki strefa pierścieniowa, powyżej której trzon jest gładki, jasno różowofioletowy.
Miąższ
Cienki, blado żółtobrązowy, tylko zaraz nad blaszkami w kapeluszu, oraz w najwyższej części trzonu blado różowofioletowy. Smak i zapach niewyraźny.
Wysyp zarodników
Rdzawy. Zarodniki eliptyczne, szorstkie, o rozmiarach 6,5–8,5 × 5 6 μm.
Gatunki podobne
Gatunek dość charakterystyczny, łatwy do odróżnienia od innych zasłonaków.

## Występowanie i siedlisko
Występuje w Ameryce Północnej i w Europie. W Polsce podano wiele stanowisk.
Rośnie na ziemi, w lasach liściastych, iglastych i mieszanych oraz na obrzeżu lasów, zawsze w towarzystwie brzóz: brzozy brodawkowatej i brzozy omszonej. Preferuje kwaśne gleby. Owocniki wytwarza od lipca do października.

## Znaczenie
Grzyb jadalny, ale o małej wartości. Żyje w mykoryzie z drzewami.